# バーチャルアナログ音源
バーチャルアナログ音源（バーチャルアナログおんげん）とは、モデリング合成音源の一種で、デジタル信号処理を用いて、アナログシンセサイザーのシミュレーションを行うデジタル音源。物理モデル音源とは明確に区別される。

## 定義
バーチャルアナログ音源は、アナログシンセサイザーの音声合成プロセスをデジダル信号処理で再現している以下のようなシンセサイザーと定義される。
- オシレータ+フィルター+アンプの3セクションが最低限備わっているもの
- オシレータとして"単純な数学的関数により実現できる基本波形"をベースとするもの

上記の定義において具体的には正弦波、鋸歯状波、三角波、矩形波が基本波形に該当する。中でも矩形波は、位相の異なるふたつの鋸歯状波から合成可能であり、これによって矩形波のパルス幅を変えることができる。同じ減算方式のPCM音源ではあらかじめ決まったパルス幅を持った矩形波のPCM波形が収録されているため、パルス幅を連続的に変化させることは出来ない。よって、パルス幅の連続可変の可否がバーチャルアナログ音源とPCM音源との明確な区別と言える。
基本波形は全てフーリエ級数によって近似できるが、DSPにおける演算量の多さやエイリアスノイズなどの観点から、アンチエイリアス波形や、PCM波形を用いるケースが多い。
バーチャルアナログ音源誕生の根幹にあるのはアナログシンセサイザーの模倣である。そのためツマミやスライダーなどのI/Fは、簡素化が図られたPCM音源に比べ多くなる傾向にあるが、近年は最小限のツマミと、各ツマミでアクセスするパラメータを選択するボタンのみといった簡素なデザインのバーチャルアナログ音源も登場した。

## 概要
アナログシンセサイザーは電圧や室温など外部環境に影響されて音程が変わることがあるが、バーチャルアナログ音源は外部環境の影響を受けない。また、アナログシンセサイザーは内部を構成している部品が経年劣化を起こすことがあり、メンテナンスを必要とするものも多い。しかし、発売時期が1970年代のものでは純正部品の入手が容易ではない。
バーチャルアナログ音源は内部の集積回路化が進んでいることから上記のメンテナンスの問題が少なく、比較的軽量で可搬性に優れている。
音色の面では、DSPの性能が高くなかった初期の頃は計算処理アルゴリズムの技術的限界もあり、デジタルくさい音になるもの、エイリアスノイズが出るものが多かった。そのため一聴しただけでバーチャルアナログ音源と判別可能な程アナログシンセサイザーとの違いがあったが、2000年代以降からはコンピュータ技術の劇的な進歩とそれを活かしたシミュレーションアルゴリズムによってその差は僅かなものとなってきている。
最大同時発音数は生楽器もシミュレートする一般的な物理モデル音源に比べて多く、5 - 20同時発音が可能なものが多い。
そして、商業向けに音楽制作を行う業界人だけでなく、趣味で音楽制作を行う一般人でも購入できる程度に安価にもなった。
DSPの代わりにソフトウェアを用いてアナログシンセサイザーの音声合成プロセスをシミュレートしたソフトウェア・シンセサイザーも存在する。PCの処理速度の向上を背景に、2000年頃からVSTインストゥルメントなどのプラグインシンセサイザーが普及してきている。ごく簡単なものから過去の名機を再現したものまで、数多くのプラグインシンセサイザーのバリエーションが存在する。

## 現在までに搭載された製品
バーチャルアナログ音源を搭載した機材ではCLAVIA 社・Nord Leadシリーズ、ACCESS社・Virusシリーズ、Roland・JP-8000、GAIA SH-01、SH-32、KORG・MS2000、MicroKORGなどが有名。
近年では、バーチャルアナログ音源とPCM音源を組み合わせた、Roland・V-Synth GT、KORG・Radias、KingKORGなどがある。これらはアナログシンセサイザーの基本波形である鋸歯状波・矩形波・三角波といった波形以外の複雑な波形を合成できる。さらに、これらの波形とPCM波形とを単純な足し算に留まらず、周波数変調に使用することもできる。

## メーカー毎の固有名称
バーチャルアナログ音源はシンセサイザーメーカー各社が独自のネーミングを用いるケースが多い。

### ヤマハ
AN音源 (Analog Physical Modeling)
AN1xやAN200、PLG150-ANに搭載されている。AN音源はデジタル制御であるが音色合成のための各ユニットをVCO、VCF、VCAと呼ぶ。AN音源のVCOではパルス波に限らず鋸歯状波でもパルス幅を変えたり、変調することができる。その他独自のパラメータとしてEdgeを持つ。Edgeパラメータを最小にすることで正弦波が得られる。近年では同社・reface CSでパラメータを簡略化したAN音源も登場した。

### ローランド
SuperNATURALトーン
JUPITER-80やINTEGRA-7、JD-XA、FA-08などに搭載されている。OSC、Filter、Ampなどのセクションから構成されるPartialと呼ばれる音の最小単位を最大3つ重ね合わせて音色を合成する。OSCには同社・JP-8000に初めて搭載されたSuper-Sawも備わっていて、7つの鋸歯状波のDetuneを調整するパラメータが存在する。また基本波形に加え450のPCM波形もOSCとして利用できる。CommonセクションにはWaveShaperやON/OFF式のRingModulationもある。この音源方式は同社・GAIA SH-01と酷似しており後継であると見られるが、あちらにはOSCにPCM波形がない。なお、同じくSuperNaturalを冠するSuperNaturalアコースティックトーンは各楽器毎に異なる音源方式であるらしく、加算合成や物理モデル音源などが用いられているようだが定かではない。
ACBテクノロジー（Analog Circuit Behavior）
同社の製品群であるAIRAシリーズ、Boutiqueシリーズに採用されているアナログモデリング音源。従来のバーチャルアナログ音源と異なり、アナログシンセサイザーを構成している抵抗、コンデンサー、トランジスター、コイルなどのアナログパーツをひとつひとつモデリングする技術。
Synth-EX音源
同社のショルダーキーボードであるAX-Edgeに採用されている音源。PCMとアナログモデリングのハイブリッド音源であり、1パート4パーシャル使用可能。携帯端末用エディタを使用してBluetoothで接続することでパラメータをエディットすることできる。

### コルグ
MMT音源 (Multiple Modeling Technology)
ElectribeMX、R3、Radiasなどに搭載された音源。同じ名称でも製品によって仕様が異なる。たとえば、RadiasはオシレータにPCM波形を含んでいるのに対し、R3にはこれが含まれていないなどである。すべてに共通していて、かつ特徴的なのは基本波形に加えフォルマントオシレータを持つ点である。
XMT音源 (eXpanded Modeling Technology)
KingKORGに搭載されたバーチャルアナログ音源。ヴィンテージピュアアナログシンセサイザーの再現を目標に開発されたもので、OSCとFilterに有名なヴィンテージシンセサイザーの特性を模倣したものが数多く用意されている。これらを用いて往年の名機のサウンドを再現出来るのだが、たとえばProphet-5風のSaw波形をMiniMoog風のフィルターで加工するといったことも可能。なお、KingKORGは豊富なデジタルエフェクターを搭載するだけでなく、出力の直前に本物の真空管を用いたアナログオーバードライブを備えている点も大きな特徴と言える。
MOSS音源
Standardオシレータはシンセサイザーの基本波形で、矩形波以外の波形でもパルス幅を変えることができる。このOSCの先にMixer、Filter、AMPセクションに繋がる。特徴的なマルチモードフィルタには一般的なローパス、ハイパス、バンドパスフィルタに加え、バンドリジェクト、デュアルバンドパスフィルタが用意されている。このフィルタが2系統あり、直列・並列を選択できる。なお、MOSS音源自体はStandard以外に12のオシレータがあり、物理モデル音源やFM音源なども搭載されている。
AL-1音源（ハイ・クオリティ・アナログ・モデリング）
MOSS音源のStandardオシレータの発展型で、エイリアスノイズを一掃した波形をOSCとして使用する音源。基本波形の他にノコギリ波を二つ重ねたDualSawなどの波形もある。同社・OASISとその後継機とされる同社・KRONOSシリーズに搭載された。

### Arturia
TAE (True Analog Emulation)
アナログシンセサイザーの音色・波形・チューニングとその他の特性を再現する技術。基本的にソフトウェアシンセサイザーの形で提供される。